# Maria Leonor da Albânia
Maria Leonor da Albânia (Marie Eleonore Elisabeth Cecilie Mathilde Lucie; 19 de fevereiro de 1909 – 29 de setembro de 1957) foi a única filha de Guilherme, Príncipe da Albânia e de sua esposa, a princesa Sofia de Schönburg-Waldenburg.
Após ser intitulada Princesa da Albânia ela foi nomeada de Donika, em homenagem a Donika Kastrioti

## Família e início de vida
A Princesa Maria Leonor de Wied nasceu em 19 de fevereiro de 1909 em Potsdam, Brandemburgo, Prússia.
Ela era irmã de Carlos Vítor, Príncipe Hereditário da Albânia.

## Casamento
Ela se casou com o Príncipe Alfredo de Schönburg-Waldenburg (1905-1941), filho do Príncipe Henrique de Schönburg-Waldenburg e da Princesa Olga de Löwenstein-Wertheim-Freudenberg, a 16 de novembro de 1937 em Munique, Baviera, Alemanha.
Casou-se, em segundas núpcias, com Ion Octavian Bunea (1899-1977), filho de Aureliu Bunea, a 5 de fevereiro de 1949 em Bucareste, Romênia.
Ela morreu em 29 de setembro de 1956, aos 47 anos, em um campo de concentração comunista em Miercurea Ciuc na Romênia.

## Títulos e estilos

### Títulos e estilos
- 19 de fevereiro de 1909 – 7 de março de 1914: Sua Alteza Sereníssima, a princesa Maria Leonor de Wied
- 7 de março de 1914 – 16 de novembro de 1937: Sua Alteza, a Princesa Maria Leonor da Albânia, Princesa de Wied
- 16 de novembro de 1937 – 5 de fevereiro de 1949: Sua Alteza, a Princesa Maria Leonor de Schönburg-Waldenburg, Princesa da Albânia, Princesa de Wied
- 5 de fevereiro de 1949 – 29 de setembro de 1957: Sua Alteza, a Princesa Maria Leonor Sra. Bunea, Princesa da Albânia, Princesa de Wied